# Endomychus coccineus
Endomychus coccineus là một loài bọ cánh cứng trong họ Endomychidae. Loài này được Linnaeus miêu tả khoa học đầu tiên năm 1758.

## Hình ảnh

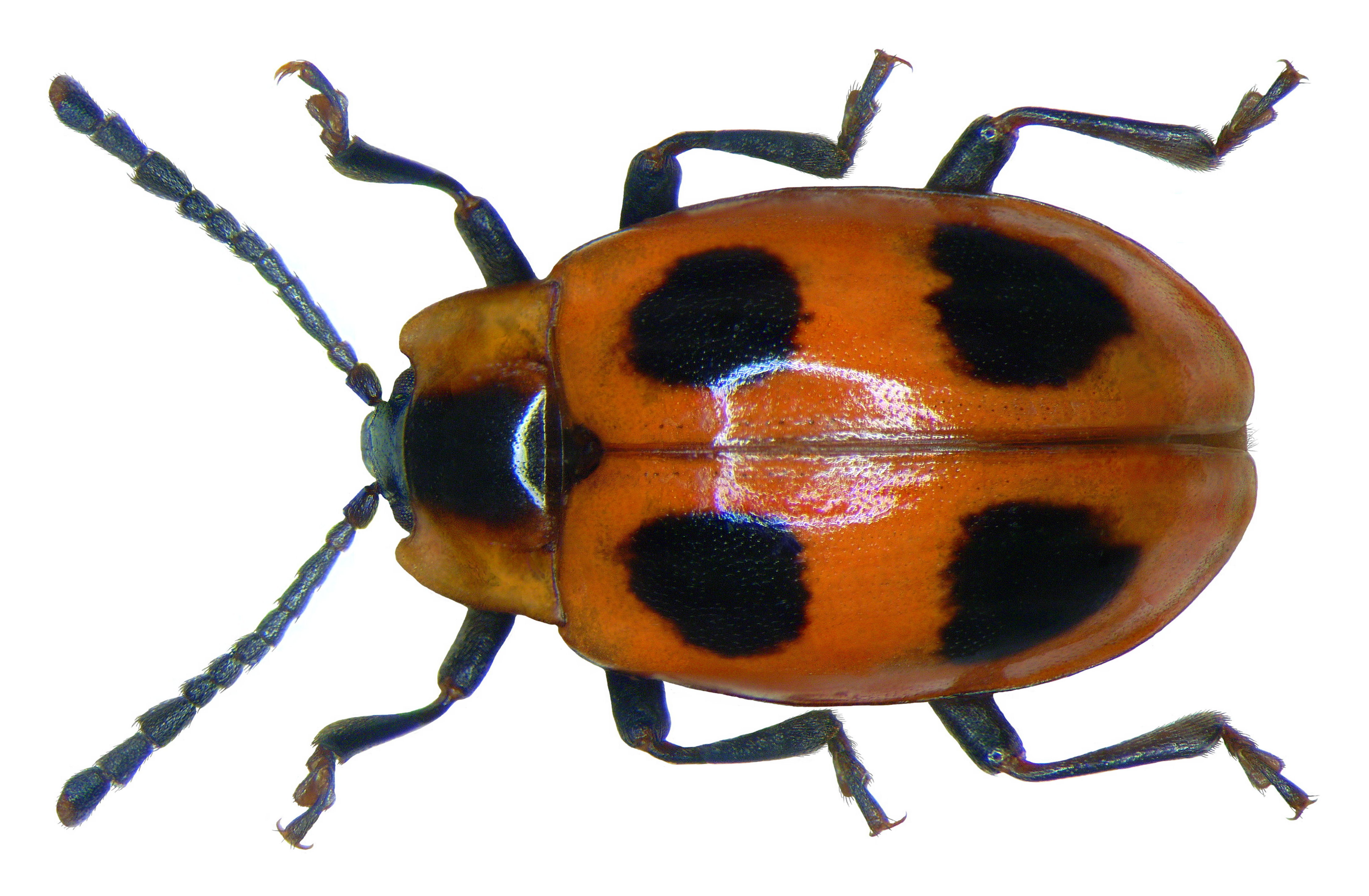
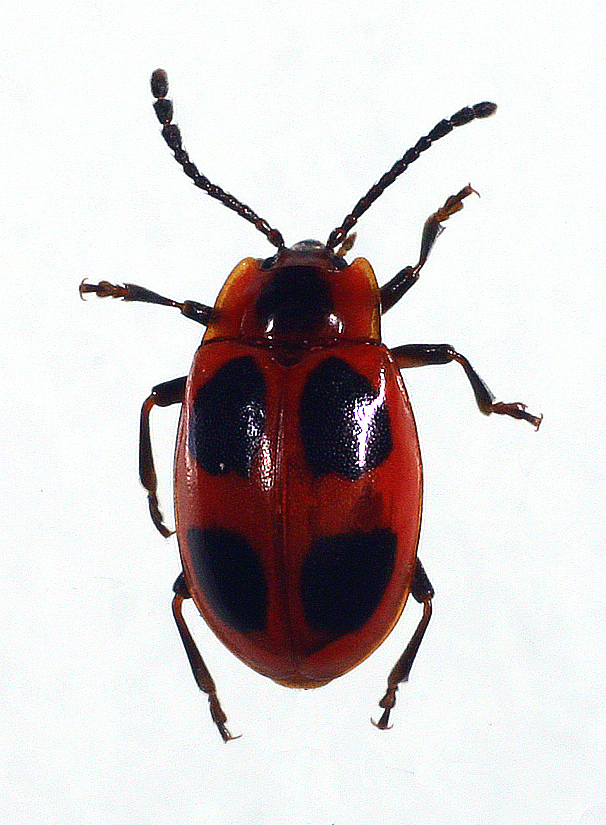
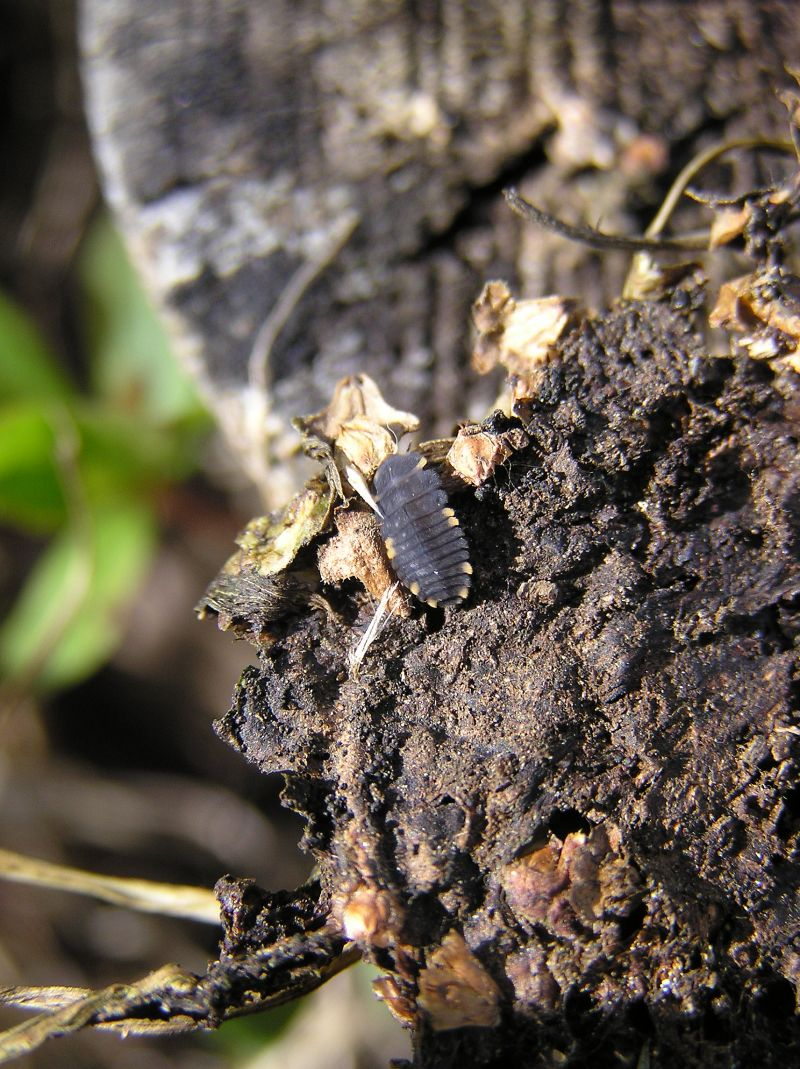
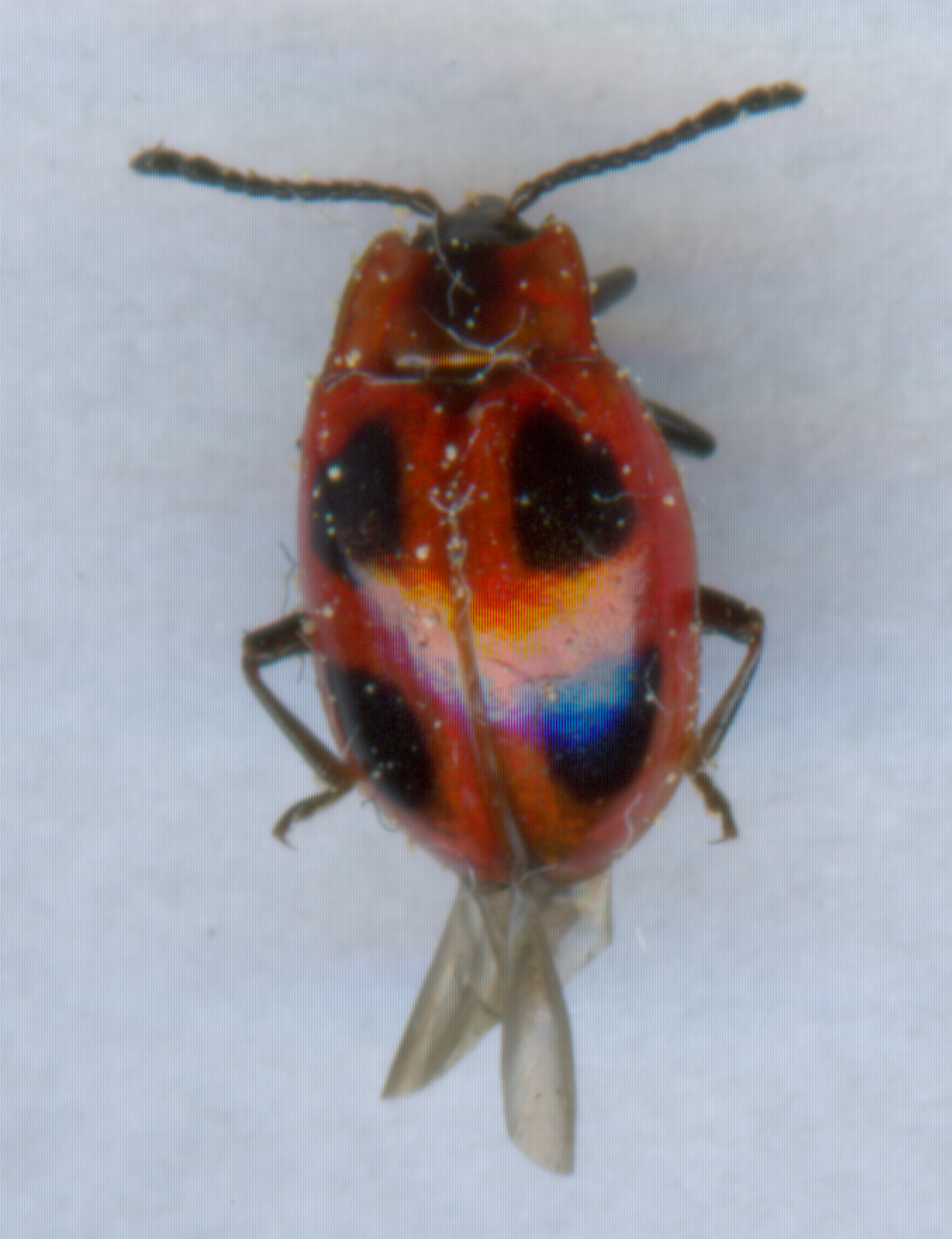
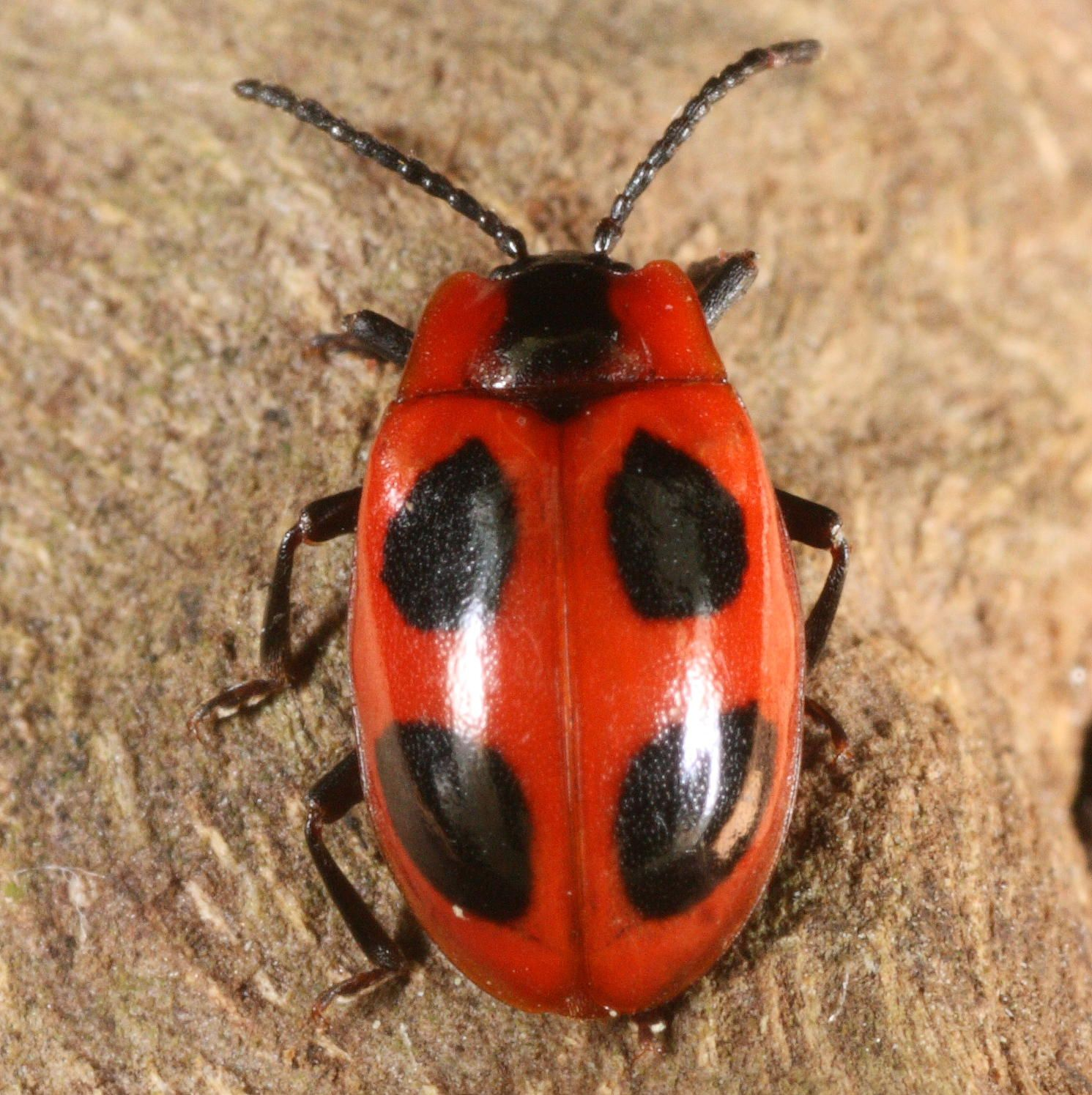